# LeRoy Kershaw Henry
LeRoy Kershaw Henry  ( * 24 de enero de 1905, Pittsburgh, Pensilvania - 19 de noviembre de 1983) fue un botánico y curador estadounidense.

## Biografía
Era hijo de Robert Watson Henry y de Margaret Freeman. Concurre al "Colegio Zelienople, entre 1920 y 1924. El 8 de diciembre de  1933 se casa con Elinor May Schatz, teniendo cuatro hijos: Carol (18 de agosto de  1939), Earl (5 de junio de  1941), Clyde (2 de mayo de 1944), y John (5 de junio de  1948).
Estuvo involucrado con el Carnegie Museum of Natural History desde antes de graduarse, concurriendo durante toda su carrera al Museo y a su Sección de Botánica. Desarrolla su educación en la Universidad de Pittsburgh. Recibe su B.S. en 1928 (superior en Botánica e inferior en Zoología, su M.S. en 1930 con la tesis Systematic & Ecological Studies of the Wading River Region, Long Island, New York, y su Ph.D. en 1932, con la tesis Mycorrhizae of Trees & Shrubs.
Desarrolla su carrera en el "Museo Carnegie" de la mano de su amigo y mentor, el Profesor Otto E. Jennings. Y asciende de Asistente (1928 a 1929, y de 1932 a 1937), luego Asistente Curador en 1937, Asociado Curador en 1946, y en 1947 Curador del Herbario. Se retira por salud en 1973 debido a su enfermedad de Parkinson. Fallecerá el 19 de noviembre de 1983
Al establecerse en 1956 la "Estación a Campo del Museo Powdermill Nature Reserve", Henry fue activo entre 1957 a 1971 en generar proyectos educativos y de investigación sobre las especies de la Reserva. Junto con su esposa, Elinor, y frecuentemente con sus hijos, ocupaban sus fines de semana, y más en vacaciones, en estudiar y fotografiar la flora. Experimentó con ensayos de plantaciones de varias leguminosas, y sobre la apetecibilidad de numerosos pastos sobre los ciervos. Escribió artículos para popularizar la Botánica que aparecían en el "Carnegie Magazine", ilustrados por Elinor. Hacer jardinería y la fotografía eran sus hobbies favoritos, complementados con su trabajo a campo y de herbario. Estuvo asociado con la "Botanical Society of Western Pennsylvania" por 53 años, siendo tesorero, secretario, vicepresidente, y presidente. Y fue en varias épocas tesorero de la American Fern Society.
Sus especímenes que estaban depositados en el herbario del Carnegie Museum, dos años antes de su fallecimiento, en 1981, todo el herbario de hongos comprendiendo 41.000 especímenes, la mayoría recolectados regionalmente de 1900 a 1970, se intercambió con el Jardín Botánico de Nueva York.

## Algunas publicaciones
- Pore Fungi of Western Pennsylvania. The More Common Small Members of the Genus Polyporus. 1939. Botany Pamphlet Nº 2. Carnegie Museum, Pittsburgh
- A review of the pileate polypores of western Pennsylvania. 1941. Ann. Carnegie Museum
- A review of the Boletes (fungi) of western Pennsylvania. 1946. Ann. Carnegie Museum
- A review of the Gasteromycetes (fungi) of western Pennsylvania. 1947. Ann. Carnegie Museum
- A review of the Hydnaceae (fungi) of western Pennsylvania. 1948. Ann. Carnegie Museum
- A review of the Elvellaceae (fungi) of western Pennsylvania. 1949. Ann. Carnegie Museum
- Henry, LK; WE Buker. Checklists of Allegheny County. 1951, actualizado en 1964. Trillia 11: 3-123
- A review of the Tremellales (fungi) of western Pennsylvania. 1951. Ann. Carnegie Museum
- A review of the Geoglossaceae (fungi) of western Pennsylvania. 1952. Ann. Carnegie Museum
- Violaceae. 1953
- Orchidaceae. 1955, actualizado en 1975
- Ranunculaceae. 1958
- A review of the Clavariaceae (coral fungi) of western Pennsylvania. 1967. Ed. Ann. Carnegie Museum
- Checklists of Butler County. 1971
- Western Pennsylvania Orchids (Castanea). 1975. Ed. Southern Appalachian Botanical Club
- Checklists of Bedford County. 1978

## Libros
- Orchids of western Pennsylvania, (Pittsburgh. 1955Carnegie Institute Museum. Annals. 346 pp.

Se interesó intensamente en helechos, realisando activas recolecciones y fotografiando, hasta ser coautor de un volumem de
 Wildflowers of Western Pennsylvania & the Upper Ohio Basin, de Jennings & Avinoff.
- La abreviatura «L.K.Henry» se emplea para indicar a LeRoy Kershaw Henry como autoridad en la descripción y clasificación científica de los vegetales.[2]